# Dmitri Volkov (natation)
Pour les articles homonymes, voir Dmitri Volkov.
Dmitri Arkadïevitch Volkov (russe : Дмитрий Аркадьевич Волков), né le 30 mars 1966 à Moscou où il meurt le 16 janvier 2025, est un nageur russe actif entre 1983 et 1992. Il est médaillé olympique en 1988 et 1992.

## Biographie
Volkov est médaillé de bronze sur 100 mètres brasse et en relais 4x100 mètres quatre nages aux Jeux olympiques de 1988 à Séoul sous les couleurs de l'Union soviétique. Aux Jeux olympiques de 1992 à Barcelone, il est médaillé d'argent sur 4x100 m quatre nages.

## Palmarès

### Jeux olympiques
- Jeux olympiques d'été de 1988 à Séoul (Corée du Sud) :
  -  Médaille de bronze du 100 mètres brasse.
  -  Médaille de bronze au titre du relais 4 × 100 mètres quatre nages.
- Jeux olympiques d'été de 1992 à Barcelone (Espagne) :
  -  Médaille d'argent au titre du relais 4 × 100 mètres quatre nages.

### Championnats du monde en grand bassin
- Championnats du monde 1986 à Madrid (Espagne) :
  -  Médaille de bronze du 100 mètres brasse.
  -  Médaille de bronze au titre du relais 4 × 100 mètres quatre nages.
- Championnats du monde 1991 à Perth (Australie) :
  -  Médaille d'argent au titre du relais 4 × 100 mètres quatre nages.

### Championnats d'Europe en grand bassin
- Championnats d'Europe 1985 à Sofia (Bulgarie) :
  -  Médaille d'or du 200 mètres brasse.
  -  Médaille de bronze du 100 mètres brasse.
- Championnats d'Europe 1987 à Strasbourg (France) :
  -  Médaille d'or au titre du relais 4 × 100 mètres quatre nages.
  -  Médaille d'argent du 100 mètres brasse.
- Championnats d'Europe 1989 à Bonn (Allemagne de l'Ouest) :
  -  Médaille d'or au titre du relais 4 × 100 mètres quatre nages.
  -  Médaille d'argent du 100 mètres brasse.
- Championnats d'Europe 1991 à Athènes (Grèce) :
  -  Médaille d'or au titre du relais 4 × 100 mètres quatre nages.

### Championnats d'Europe en petit bassin
- Championnats d'Europe de sprint 1992 à Espoo (Finlande) :
  -  Médaille de bronze du 50 mètres brasse.
- Championnats d'Europe de sprint 1994 à Stavanger (Norvège) :
  -  Médaille de bronze du 50 mètres brasse.